# Притыкино (Шарьинский район)
Притыкино — деревня в составе Троицкого сельского поселения Шарьинского района Костромской области России.

## География
Деревня расположена у реки Ветлуга.

## История
Согласно Спискам населенных мест Российской империи в 1872 году деревня относилась к 2 стану Ветлужского уезда Костромской губернии. В ней числилось 19 дворов, проживало 42 мужчины и 63 женщины.
Согласно переписи населения 1897 года в деревне проживало 160 человек (66 мужчин и 94 женщины).
Согласно Списку населенных мест Костромской губернии в 1907 году деревня относилась к Гагаринской волости Ветлужского уезда Костромской губернии. По сведениям волостного правления за 1907 год в деревне числился 31 крестьянский двор и 216 жителей. В деревне имелись ветряная мельница и две кузницы. Основным занятием жителей деревни был лесной промысел.

## Население
| 2008 | 2010 | 2014 |
| ---- | ---- | ---- |
| 15   | ↗16  | ↘12  |